# Rob Druppers

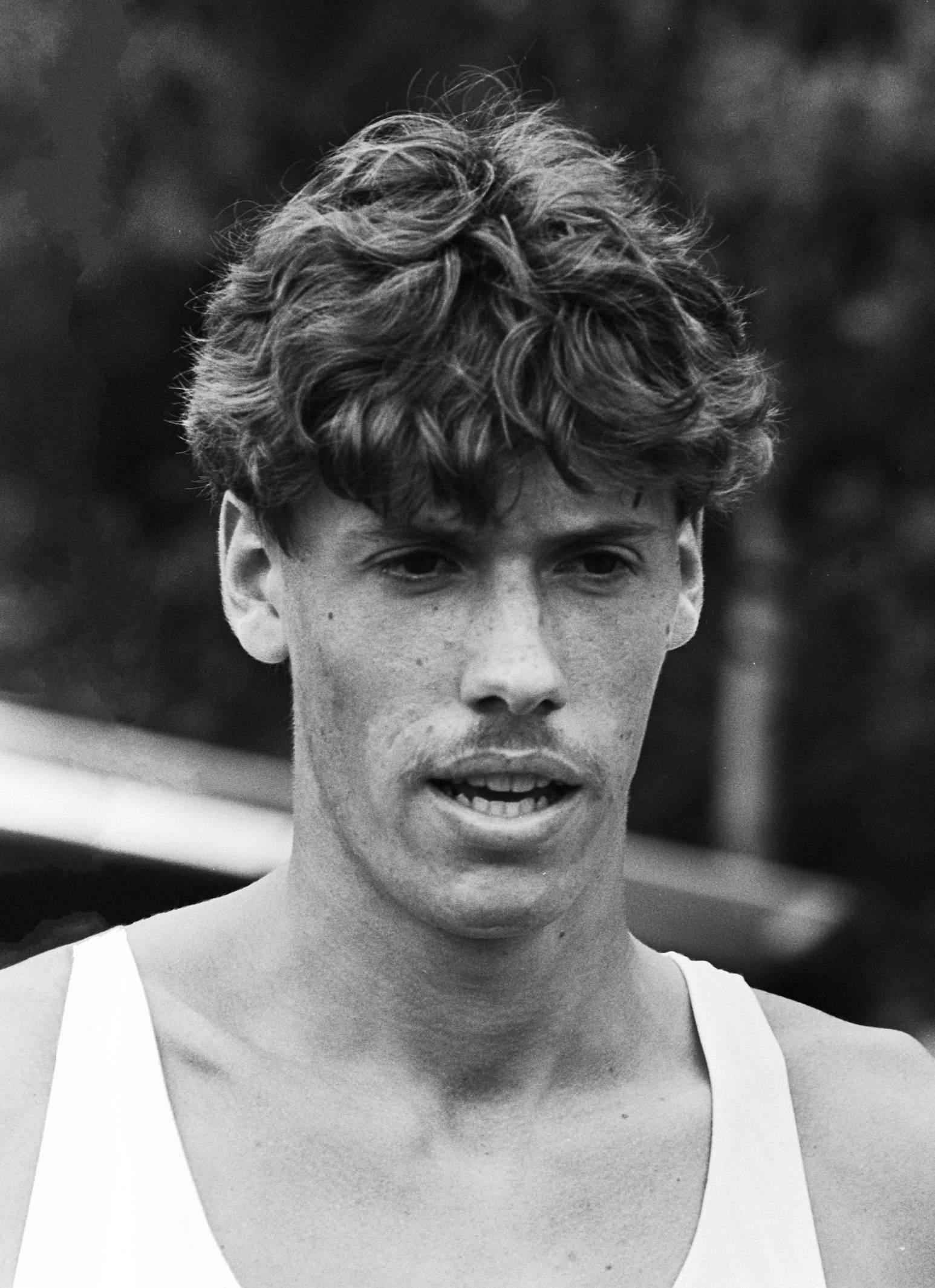
Rob Druppers 1983

Rob Druppers (* 29. April 1962 in Utrecht) ist ein ehemaliger niederländischer Leichtathlet, der Mitte der 1980er Jahre zu den stärksten 800-Meter-Läufern der Welt gehörte.

## Laufbahn
Auf seiner Spezialstrecke gewann er 1983 bei der ersten Leichtathletik-Weltmeisterschaften in Helsinki in 1:44,20 Minuten die Silbermedaille. Vier Jahre später holte er bei den Halleneuropameisterschaften den Titel.
Seine beste Zeit lief er am 25. August 1985 beim ASV-Sportfest in Köln. Seine Zeit von 1:43,56 Minuten war bis 2006 niederländischer Rekord über 800 m. Am 20. Februar 1988 lief Druppers in Den Haag in 2:16,62 Minuten einen neuen Hallenweltrekord über 1000 m. Diese Zeit ist noch immer niederländischer Rekord in der Halle.
Rob Druppers lief während seiner Laufbahn über 800 m elfmal unter 1:45 Minuten und einmal unter 1:44 Minuten.
1983 wurde Druppers in seinem Heimatland zum Sportler des Jahres gewählt. Seit 1996 findet in Overvecht das nach ihm benannte Sportfest Rob Druppers Meeting statt.
Er startete während seiner Laufbahn für Hellas Utrecht. Druppers arbeitet derzeit als Lauf- und Konditionstrainer beim FC Utrecht.

## Erfolge
Die folgenden Erfolge erzielte Rob Druppers alle über 800 m.
- 1982: 5. Europameisterschaften (1:47,06 Minuten)
- 1983: 2. Weltmeisterschaften (1:44,20 Minuten)
- 1986: 4. Europameisterschaften (1:45,53 Minuten)
- 1987: Halleneuropameister
- 1988: Vizehalleneuropameister
- 1989: Vizehalleneuropameister

## Persönliche Bestleistungen
- 800 m: 1:43,56 Minuten, 25. August 1985 in Köln (Deutschland)
- 1000 m (Halle): 2:16,62 Minuten, 20. Februar 1988 in Den Haag (Niederlande)